# Trg kralja Tomislava (Zagreb)
Trg kralja Tomislava, poznat kao Tomislavac ili Tomislavov trg, trg je u središtu Zagreba, smješten između Glavnog kolodvora na jugu, Trga Ante Starčevića na jugozapadu i Trga J. J. Strossmayera na sjeveru. Na južnome kraju trga nalazi se kip kralja Tomislava, a na sjevernome rubu Umjetnički paviljon. 
Većinu površine trga čini zeleni park, dio Lenucijeve potkove koji se nalazi na njezinu istočnom dijelu. Park se smatra jednim od reprezentativnih dijelova grada. Dana 23. listopada 1970. proglašen je zaštićenim spomenikom parkovne arhitekture Grada Zagreba pod registarskim brojem 259. Površinom zauzima 2,16 hektara od ukupnih 2,92 hektara koje prekriva trg, uz dodatnih 1,59 hektara pred kolodvorom.
Park na trgu građanima mjesto je za odmor u toplijim mjesecima. U njegovu središtu nalazi se fontana, a oko nje se u zimskom dobu od 2014. godine redovito postavlja klizalište, »Ledeni park Zagreb«, koje je dio adventa u Zagrebu.

## Javni prijevoz
Na južnome rubu trga nalazi se tramvajska postaja »Glavni kolodvor«, kojom prometuje 8 tramvajskih linija. Od njih linije 6, 13, 31 i 34 prolaze i zapadnim rubom prema Zrinjevcu te Trgu bana Jelačića.
Trg je svojevrsno povezan i autobusnim te željezničkim linijama zbog blizine Glavnom kolodvoru i autobusnom okretištu »Glavni kolodvor« južno od željezničkih perona. S autobusnoga okretišta prometuju autobusne linije 108 (Savski most), 166 (Donji Dragonožec), 218 (Savica – Borovje), 219 (Sloboština), 220 (Dugave), 221 (Travno), 229 (Odra – Mala Mlaka), 234 (Kajzerica – Lanište), 241 (Veliko Polje), 242 (Podbrežje), 243 (Kajzerica), 268 (Velika Gorica), 281 (Novi Jelkovec), 310 (Petrovina), 311 (Cerovski vrh), 313 (Vukomerić) i 330 (brza linija za Veliku Goricu).

## Rana povijest

### Austro-Ugarska
Trg L, kako se tada zvao, prvotno je obilježila izgradnja Kolodvora Kraljevske državne ugarske željeznice, današnjeg Glavnog kolodvora, 1892. godine prema projektu Ferenca Pfaffa te promjenom regulacije za njegovu okolicu 1891. Nedugo je potom, 14. listopada 1895. godine, car Franjo Josip I. treći puta posjetio Zagreb, gdje je doputovao vlakom zbog raznih svečanosti, a ponajprije otvorenja nove zgrade Narodnog zemaljskog kazališta (današnjeg Hrvatskog narodnog kazališta u Zagrebu). U čast caru, trg je dobio naziv Trg Franje Josipa, a uređivanje njegove površine u zeleni park s fontanom (započeto 1891.) dovršeno je iste 1895. godine. Sama fontana i vodoskok na trgu oblikovani su prema fontani s Jubilarne gospodarske izložbe 1891. Umjetnički paviljon, izgrađen za Milenijsku izložbu u Budimpešti, premješten je na sjeverni rub trga 1896. godine, nakon čega su ga 1898. dovršili Fellner i Helmer. Umjetničkim je paviljonom sam trg dobio svoj »glavni akcent« te je potpuno uklopljen u Zelenu potkovu po urbanističkom planu Milana Lenucija, komu se i pripisuje njegovo urbanističko rješenje. Te je godine trg i preuređen, a cvjetnjake je projektirao Franjo Jeřabek. Njegov je projekt partera bio iznimno simetričan te oblikovan krivuljama i zaobljenjima, prema stilu geometrijskog francuskog baroka. Pri projektiranju je pažnja pridana i preglednosti trga, tako da njegovo uređenje ne ometa pogled na cjeloviti prostor perivoja. Na rubovima prostora, uz ulice, zasađeni su drvoredi, a na kosinama prema ulici uređeni su nasadi.
Zgrade koje omeđuju trg sagrađene su od 1892. do 1904. godine u stilovima neorenesanse, neorokokoa i secesije.

#### Natječaj za preuređenje
Nedugo nakon preuređenja, 1901. godine, Lenuci je dobio prijedlog za uređenje trga od graditeljske tvrtke »Grahor i sinovi«, koja je izradu projekta povjerila Viktoru Kovačiću 1903. Gradonačelnik Milan Amruš tada je predložio da se raspiše javni natječaj. Iako je Kovačićev projekt početkom godine i predložen za izvedbu, 21. listopada 1904. raspisan je javni natječaj za »arhitektno umjetničko ukrašavanje Trga Franje Josipa«, čiji je rok predaje izvorno bio travanj, no u konačnici lipanj 1905. zbog smrti biskupa J. J. Strossmayera. Na natječaj su stigla četiri prijedloga: dva Kovačićeva (»Vir I. i Vir II.« te »Kocka«), jedan Stjepana Podhorskog (»April 1«) i jedan Marka Peroša (»Tko zna bolje, rodilo mu polje«). Zbog toga što je natječaj loše pripremljen, Kovačić i Podhorsky pokrenuli su akciju za bojkot natječaja i pokušali povući vlastite radove. Međutim, i njihova je akcija organizirana površno; Podhorsky nakon zaključenja natječaja povlači svoj rad, no Kovačić odustaje od plana i zadržava svoj rad u igri ne bi li dobio posao.
Dok je drugu nagradu odnio Perošev »April 1«, a treću »Kocka«, prvu nagradu na natječaju dobio je Kovačićev prijedlog »Vir I. i Vir II.«. Prema tom planu, trg bi bio urešen grandioznim kamenim stubištima, obrubom, vazama i sličnim ukrasima, a na južni kraj trga prema kolodvoru bio bi postavljen kip Franje Josipa I., čije je ime tada nosio. Plan je, međutim, propao zbog širih političkih negodovanja oko habsburške vlasti nad Hrvatskom. Ocjenjivački sud niti jedan od nagrađenih planova nije preporučio za izvedbu, već je predložio da se iskoriste tek dijelovi svakog od nagrađenih prijedloga.
Godine 1918., odcijepljenjem Hrvatske od Austro-Ugarske, Trg Franje Josipa preimenovan je u »Trg I«.

### Kip kralja Tomislava i preimenovanje
U kolovozu 1924. osnovan je Odbor za podizanje spomenika kralju Tomislavu radi priželjkivanja javnoga simbola ponovnog ujedinjenja Dalmacije i sjeverne Hrvatske u sklopu Kraljevine Srba, Hrvata i Slovenaca. Zamišljeno je bilo da se prema Tomislavu imenuje trg na kojemu će se nalaziti njegov spomenik, a organizatori su nastojali učiniti to u skladu s proslavom tisućite godišnjice Hrvatskoga Kraljevstva. U sklopu Odbora djelovali su specijalizirani odjeli: financijalni, gospojinski, novinarski i umjetnički. Odlukom Ministarstva unutrašnjih djela donesenom 29. rujna 1925. godine, Odbor je dobio dozvolu za prikupljanje novca diljem Kraljevine. Prikupljanje sredstava za izgradnju spomenika počelo je stoga prodajom knjižica i proglasa o projektu, a tako dobiven novac uložen je u Prvu hrvatsku štedionicu kako bi se od kamata prikupio dodatan novac. Za smještaj kipa umjetnički je odjel predložio Trg I, lokaciju na kojoj je prethodno trebao biti postavljen i kip Franje Josipa I. Nakon zaprimanja prijedloga umjetničkog odjela, Odbor je u listopadu 1925. gradonačelniku Zagreba Vjekoslavu Heinzelu uputio molbu za odobrenje akcije prikupljanja sredstava. Budući da bi trg s tim spomenikom bio prvi u Zagrebu koji nosi ime nekog hrvatskog kneza ili kralja, akcija je dobila na snazi u nacionalističkim strujama. Prilikom proslave rođendana kralja Aleksandra I. 19. prosinca, građani Zagreba pozvani su na jour fixe i potaknuti na prikupljanje novca za izgradnju spomenika, no uspješnost te proslave u prikupljanju sredstava nije poznata.
Dana 31. prosinca 1925. temeljni je kamen namijenjen postolju kipa, iz radionice Ignjata Franza, posvetio Antun Bauer, tada zagrebački nadbiskup, a posvećenju je u Zagrebačkoj katedrali prisustvovalo oko tisuću građana uz velike svečanosti. Tvrtka »L. Pierotti-a nasljednici« poklonila je za taj kamen crnu ploču na kojoj je profesorica Olga Höcker ugravirala natpis zlatnim slovima: Tomislav prvi kralj hrvatski 925 do 1925.
Od 1926. godine, zbog kreditne i agrarne krize te nove vlasti u ministarstvu koja je naglasak stavljala na štednju, prikupljanje novca za spomenik postaje sve teže. U tim je okolnostima Odbor došao na ideju da se dan odcjepljenja Hrvatske od Austro-Ugarske, 29. listopada, preimenuje u Tomislavljev dan. Prijedlog je, međutim, naišao na kritike. Kako je agrarna kriza nastala poplavama u Podravini i Posavini, dijelovi Hrvatske seljačke stranke kritizirali su pokušaje Odbora da »svaki Hrvat dade jedan dinar za spomenik«, što je započelo političke prepirke, osobito između Milana Dečaka (vodećeg člana odbora) i Josipa Lakatoša, koji je sumnjao da Stjepan Radić više ne podržava ideju spomenika Tomislavu. Iduće je godine Odbor službeno oblikovan u Društvo za podizanje spomenika kralju Tomislavu (i njegovo djelovanje prošireno na osnivanje »Milenijskoga muzeja« te šireg »Foruma Croatoruma« na Trgu I), a upogonjene su i skupštine za pojedine oblasti koje bi sredstva za izgradnju prikupljale neovisno.
Dana 12. studenoga 1927. Trg I preimenovan je u Trg kralja Tomislava na izvanrednoj sjednici gradskog zastupstva, a iste je godine Robert Frangeš Mihanović (kojemu je autorstvo kipa dodijeljeno na prijedlog Milutina Mayera) dovršio prve skice kipa. Za spomenik su 1928. godine gradovi Split i Brod donirali po 10 000 dinara te grad Osijek 5000 dinara, a uz to je prikupljen i broj manjih donacija. Tim je svotama pridonio i Cvjetni korzo održan u Maksimiru 10. lipnja, na kojemu je prikupljeno oko 125 000 dinara – Vjekoslav Heinzel zalagao se da veći dio tih prihoda bude proslijeđen za podizanje spomenika Tomislavu. Nekoliko dana nakon korza izvršen je atentat na Stjepana Radića, a 1929. uvedena je Šestosiječanjska diktatura tijekom koje se Odbor potpuno povukao ne bi li izbjegao animozitet države. Jedina djelatnost Odbora u tom razdoblju bio je interno odlučivanje o reljefima na kipu. Dubrovački odvjetnik Niko Bjelovučić predlagao je da se prikažu lik kneza Mihajla Viševića, grad Dubrovnik i Boka kotorska – simboli opsežnosti Tomislavove vlasti. Krajem 1929. Odbor je posjedovao 566 468 dinara.

### Dovršavanje kipa
U siječnju 1930. godine, kada je diktatura izgubila na snazi, dovršen je gipseni kip u atelijeru koji je Frangeš podigao posebno za njega. Organiziran je pregled gipsa na Rokovom perivoju, no trošak za izlijevanje brončanog kipa bio je u tom trenu prevelik zbog povlačenja starog oružja (koje se dalo pretaliti) u Kragujevac, kao i udaljenosti rudnika u Boru, jedinog rudnika bronce u Kraljevini Jugoslaviji. Pokušaje organiziranja zabave u Maksimiru s ciljem prikupljanja novca zabranio je direktor policije, no talijanski generalni konzul u Zagrebu donirao je 50 000 dinara, što je potaklo druge na doniranje. Usto je Ministarstvo vojske uspjelo od kralja dobiti dozvolu da se stari topovi iz Prvoga svjetskog rata rastale za kip i dovezu iz Kragujevca – ukupno 5000 kg bronce. U zahvalu za to gradonačelnik Zagreba Stjepan Srkulj kralju je poklonio dvorac Pongratz. Na godišnjoj skupštini odlučeno je da je iznos koji Odbor ima na raspolaganju dostatan za lijevanje i dovršavanje kipa.
Iste je 1930. godine izmijenjen reljef. Zadržan je prikaz krunidbe Tomislava, ali Splitski sabor zamijenjen je motivom »Izmirenja« kneza Zaharije i cara Petra, gdje Tomislav pruža ruke obojici i biva simbol pomirbe na Balkanu. Izrada reljefa potrajat će do jeseni 1938. godine. U međuvremenu, godine 1931. započelo je lijevanje kipa. Namjera je bila od 8 tona bronce u 26 dijelova izliti kip visok 14 metara, a 3 nedostajale tone bronce uvesti iz inozemstva. Ipak, ministarstva vojske i saobraćaja nisu bila voljna financirati broncu, zbog čega je odbor samostalno kupio tek 1,5 tonu bronce. Kip je lijevao Zvonimir Oblak u Savskoj cesti 170, a za to je plaćen 340 000 dinara. Lijevanje se, međutim, odužilo zbog kompleksnosti kipa i zaleđenja novca u štedionicama koje je Odbor koristio. Proces je tako ispao skuplji no što se očekivalo, pa se novac ponovno krenuo prikupljati od naroda 1933. godine.
Kip je konačno dovršen u rujnu 1933. godine. Ipak, Odbor i Oblaka zatekle su nedaće – vlasnica Oblakovog atelijera otkazala mu je najam, a njezin odvjetnik tražio je 1200 dinara mjesečne stanarine i zaostatak najamnine od 20 975 dinara kako bi spomenik mogao ostati u atelijeru, što je Odbor bio prisiljen plaćati. Zatim je Društvo Zagrepčana počelo javno zagovarati da se Paviljon zamijeni slavolukom, a na Trg kralja Tomislava postavi kip Aleksandra I., što je dodatno otežalo postavljanje kipa. Izrada postolja kipu kralja Tomislava procjenjena je tada na 800 000 dinara, a pokušaji prikupljanja novca tijekom 1935. godine propali su zbog političkih i civilnih protivljenja spomeniku. Godine 1936. odlučeno je da će po trgu biti raspoređeni kameni kipovi svih Tomislavovih prethodnika, licem okrenuti prema njemu.

### Postavljanje kipa
Na sjednici Gradskog vijeća 27. lipnja 1939. godine donesena je dozvola za podizanje spomenika, ali tek nakon dogovora o detaljima sa stručnjacima. Određeno je i da lokacija bude polukružno proširenje na južnome rubu parka, nasuprot glavnoga ulaza Glavnoga kolodvora. U tom je razdoblju zaista propao plan takozvanog »Foruma Croatoruma«, kojim se cijeli trg namjeravalo pretvoriti u jednu cjelinu s kipom Tomislava okrenutim prema sjeveru i kipovima Croatiae (simbolične Hrvatice sa srpom) te drugih hrvatskih vladara okrenutim prema njemu, kao i »Milenijskim muzejem« na mjestu Paviljona. Umjesto toga, mnogi su se zalagali da Tomislav bude okrenut južno prema Kolodvoru, a neki i da bude okrenut zapadno, prema hotelu Esplanade. Zbog tih se nesuglasica postavljanje prekinulo u prosincu 1939. godine usred cementiranja temelja. Proces se konačno nastavio nakon odobrenja nacrta inženjera Brune Bauera 15. lipnja 1940. godine prema kojemu će kip biti usred trga, a za postolje je uvezen švedski granit »Virbo«, koji je obrađen za postolje u 112 dijelova. Zbog navažanja viška zemlje koji je zatrpao dijelove trga koji nisu trebali biti mijenjani, Društvo Zagrepčana ponovno je podiglo buku oko spomenika, nakon čega je provedena anketa Umjetničkog odsjeka Banske vlasti. Anketa je u konačnici presudila da kip treba biti postavljen na brežuljku na jugu trga, no polemika oko njegovog usmjerenja nastavila se. Kako bi se oslobodio prostor za kip, uklonjeno je stubište na južnom kraju perivoja.

Za postojanja Nezavisne Države Hrvatske kip i dalje nije bio postavljen unatoč namjerama, potvrdi lokacije i posvećenim novčanim sredstvima, a vjeruje se da je razlog tomu bio strah od reakcija uslijed predaje dijelova Dalmacije Italiji. Na ljeto 1942. godine postolje je na trgu dovršeno, no politička i financijska sredstva za postavljanje kipa presušila su, a perivoj je u to vrijeme bio rabljen za uzgoj hrane. Od 1945. do 1947. godine postolje je krasila tek partizanska zvijezda.

Kip je na postolje konačno smješten u listopadu 1947. godine, okrenut prema jugu kako se dolaznici u Zagreb ne bi našli »pod repom« konja. Umjesto reljefa Izmirenja, na kipu je stajao tekst:
»Tomislav, prvi među hrvatskim vladarima ujedinio je svoja plemena u jednoj državi, te se godine CMXXV proglasio kraljem. Vladao je od Drave - Jadrana nad gradovima Splitom, Zadrom, Trogirom i nad otocima od Krka i Raba do Visa, Brača i Korčule. Pobjedonosno je ratovao u Panoniji, na Dravi i Apuliji. Kao Ljudevit Posavski stotinu godina prije njega u borbi protiv Franaka, i Tomislav je djelovao u Savetu sa Srbima, simbolično naslućujući jedinstvo Jugoslavenskih naroda.«
Godine 1948. uklonjen je i drugi reljef, »Krunidba«, zbog motiva pape, a raspisani su natječaji za dva nova reljefa na kojima su pobijedili Ivan Sabolić i Želimir Janeš. Oni su zatim izradili reljefe »Flota kralja Tomislava« te »Pomirenje Srba i Bugara«, koji su postavljeni na spomenik. Godine 1955. cvjetnjaci su nakon rata obnovljeni u modernističkom stilu, čime je povijesni predložak sadnje sveden na osnovne geometrijske oblike.

### 1990-e
Godine 1991. po neovisnosti Republike Hrvatske uklonjeni su reljefi iz 1948. godine, a na kip vraćeni izvorni reljefi Roberta Frangeša, lijevani prema modelima od gipsa očuvanim u Gliptoteci HAZU-a. Umjesto teksta iz 1947. godine, na prednju stranu kipa postavljen je hrvatski šahirani grb, također Frangešovog autorstva. Skinuti reljefi Sabolića i Janeša smješteni su tada u dvorište palače Grlečić-Jelačić. Njihovo se pohranjivanje u dvorištu kasnije kritiziralo u medijima zbog neprikladnosti smještaja i znakova propadanja, no prijedlog njihovog premještanja u Gliptoteku do danas nije realiziran.
Iste je 1991. godine Božidar Rašica dizajnirao prijedlog za uređenje trga, kojim bi pred kip bio postavljen bazen, a oko kipa smještene klupe, no on nije realiziran. Stari drvoredi na bočnim stranama trga, tada već usahnuli, zamijenjeni su 1994. novim sadnicama (što je naišlo na kritike i prosvjede ekoloških aktivista), a površina ispred Glavnog kolodvora preuređena je za bolju sigurnost pješaka i protok prometa, držeći se pri presedana nastalog izgradnjom tramvajske pruge. Godine 1998. obavljena je rekonstrukcija tramvajske i opće komunalne infrastrukture na trgu.

## 21. stoljeće
Od 2014. godine u parku se svake godine organizira »Ledeni park«, dio adventa u Zagrebu, čija je glavna atrakcija klizalište postavljeno preko šetnica i zelene površine. Osim klizališta za javnost, u Parku se organiziraju klizačke revije, glazbeni programi, adventske kućice i drugo.
Od 2016. se godine organizira i »Zagreb Classic«, godišnji festival klasične glazbe na otvorenom koji traje više dana, a na kojemu su nastupali Damir Urban, Simfonijski orkestar HRT-a, Zagrebačka filharmonija te razni umjetnici HNK-a. Praizvedba oratorija Anno Domini 925. Kralj Tomislav hrvatskog skladatelja Mateja Meštrovića posvećenoga 1100. obljetnici Hrvatskog Kraljevstva dogodila se u sklopu završne večeri festivala »Zagreb Classic« 2025.

Godine 2017. trg je bio odredište prosvjeda pod imenom »Čekajući tramvaj zvan kurikularna reforma« koji je okupio oko 20 tisuća ljudi. Cilj prosvjeda bio je razrješenje ministra obrazovanja Pave Barišića i predsjednice stručnog povjerenstva za obrazovnu reformu Dijane Vican zbog netransparentnog izbora članova radne skupine. U svrhe skupa na trg je, uz spomenik, postavljena privremena pozornica.

### Obnova
Godine 2011. na trgu su uređeni kiosci kod tramvajskih stanica »Glavni kolodvor«, a 2014. je tadašnji gradonačelnik Zagreba Milan Bandić najavio uređenje okolice kipa kralja Tomislava »kako je predviđeno« u izvornim planovima kipa. Istovremeno je objavljeno da su troškovnici gotovi, ali da »još odluka nije pala«. Godine 2016. započela je cjelokupna obnova parka u suradnji s Gradskim zavodom za zaštitu spomenika kulture u tri faze radova. Obnova je uključivala odvodnju, fontanu, krajobraz, rasvjetu, opločenje oko kipa, kao i novu rasvjetu, klupe i cvijeće. Cjelokupna obnova koštala je 7,5 milijuna kuna (1 milijun eura). Fontani je napuknuo bazen i nije ju se moglo sanirati, a izgradnja nove koštala je 2 milijuna kuna (265 tisuća eura). Uzeti su odljevi od stare fontane prema kojima je 2017. napravljena identična replika. Pri tome su fontani dodane četiri mlaznice, novi sustavi za filtraciju i cirkulaciju vode te dekorativna rasvjeta.
Prije obnove prostora oko kipa 2018. godine, odnosno četvrte faze radova, provedena je javna anketa na kojoj su građani mogli dati mišljenje o uređenju i glasati za jednu od pet boja kamena kojim bi se popločao prostor oko kipa, a koji je dotad bio travnata površina. Na anketi je izabran granit Ghiandone Sardo, a tijekom popločavanja izvedeni su i konzervatorsko-restauratorski radovi na samome kipu, čime je obnova trga finalizirana.

## Značajne građevine
- Zagrebački Glavni kolodvor (kbr. 12)
- Zagrebačko kazalište lutaka (kbr. 19)
- Umjetnički paviljon (kbr. 22)

## Daljnje čitanje
- Knežević, Snješka. 2020. Zagrebački povijesni trgovi, parkovi i neke ulice. ArTresor. Zagreb. ISBN 978-953-8012-38-9

## Vanjske poveznice
- Arhitektonski značajne građevine na Trgu kralja Tomislava, Arhitektura Zagreba

- Mrežna izložba o povijesti spomenika kralju Tomislavu, Hrvatska akademija znanosti i umjetnosti
- Arhiv razglednica Trga, Digitalne zbirke Nacionalne i sveučilišne knjižnice u Zagrebu